# ولایت ریکوچو

این ولایت با رنگ تیره مشخص شده است.

ولایت ریکوچو (به ژاپنی: 陸中国 Rikuchū no kuni) یکی از ولایت‌ها در تقسیم‌بندی کشوری قدیم ژاپن بود.